# Triflato

Gruppo triflato

Il gruppo triflato o trifluorometansolfonato, è un gruppo funzionale con formula molecolare CF3SO3-. Il gruppo triflato è spesso indicato come TfO-. Per esempio l'n-butiltriflato si indica come TfOCH2CH2CH2CH3.
L'anione triflato, CF3SO3- è molto stabile essendo la base coniugata dell'acido triflico (CF3SO3H), uno dei più forti acidi noti.